# Meister der hl. Klara
Als Meister der hl. (heiligen) Klara (it. Maestro di Santa Chiara) wird der italienische frühmittelalterliche Maler bezeichnet, der das Tafelbild mit der Darstellung der heiligen Klara in der Basilika Santa Chiara in Assisi gemalt hat.

## Namensgebung und Stil
Der Name des Meister der hl. Klara ist unbekannt und er ist mit einem Notnamen nach seinem Bild bezeichnet. Er war wohl ein umbrischer Künstler aus der Schule von Cimabue. Versuche, das Bild Cimabue selbst zuzuschreiben, haben sich nicht durchgesetzt.

## Das Tafelbild der Klara
Um die Figur der Heiligen und Ordensgründerin der Klarissen in der Mitte rahmen sich acht Szenen aus ihrem Leben. Das Tafelbild der Klara entstand nach einer Inschrift um 1283, 30 Jahre nach dem Tod Klaras, und wurde für die 1265 als Grabeskirche für Klara errichtete Kirche geschaffen. Das Bild der Klara findet sich heute im Querschiff der Grabeskirche der heiligen Klara und ist im Stil Byzantinischer Ikonenmalei geschaffen. Über Jahrhunderte hing es über dem Hauptaltar der Kirche.
Es ist das wohl älteste der erhaltenen Tafelbilder der Heiligen. Wie auch ein ähnliches fast zeitgleiches Tafelbild von 1270 des Guido di Graciano mit einer Franziskusdarstellung und acht Szenen aus dessen Leben brachte die bildliche Darstellung der acht Stationen des Lebens der Klara ihre Lebensgeschichte den meist des Lesens nicht befähigten Pilgern des Mittelalters zur meditativen Betrachtung nahe. Das Ikonen-Tafelbild der Klara kann noch heute in der Forschung als ein historischer Zugang zu ihrer Biografie verstanden werden. Es kann als Ausdruck einer volksnahen Verehrung gesehen werden, die den Begründern der Bettelorden wie Franziskus und Klara schon zu ihren Lebzeiten und bereits unmittelbar danach zuteilwurde.

## AndereMaestri di Santa Chiara
Der Meister der hl. Klara (Maestro di Santa Chira), also der Maler des Tafelbildes der Heiligen ist zu unterscheiden von dem ebenfalls Ende des 13. Jahrhunderts tätigen Expressionistischen Meister von Santa Chiara (Maestro espressionista di Santa Chiara), der Fresken im Stile Giottos in der Kirche der Heiligen in Assisi anfertigte; auch ist er zu unterscheiden vom Meister der heiligen Clara von Montfaucon (Maestro di Santa Chiara da Montefalco), dem Maler von Fresken in einer der heiligen Klara von Montefalco um 1300 geweihten Kirche Santa Chira in Montefalco in Umbrien.